# Ekwador na Zimowych Igrzyskach Olimpijskich 2018
Ekwador na Zimowych Igrzyskach Olimpijskich 2018 – występ reprezentacji Ekwadoru na igrzyskach olimpijskich w Pjongczangu w 2018 roku.
W kadrze znalazł się jeden zawodnik – Klaus Jungbluth Rodríguez, który wystąpił w jednej konkurencji biegowej. Pełnił on rolę chorążego reprezentacji Ekwadoru podczas ceremonii otwarcia i zamknięcia igrzysk. Reprezentacja Ekwadoru weszła na stadion jako 51. w kolejności, pomiędzy ekipami z Estonii i Wielkiej Brytanii.
Był to debiut reprezentacji Ekwadoru na zimowych igrzyskach olimpijskich i 15. start olimpijski, wliczając w to letnie występy.

## Skład reprezentacji

### Biegi narciarskie
| Konkurencja                                         | Zawodnik                  | Czas    | Strata   | Miejsce |
| --------------------------------------------------- | ------------------------- | ------- | -------- | ------- |
| Bieg indywidualny mężczyzn na 15 km stylem dowolnym | Klaus Jungbluth Rodríguez | 53:30,1 | +19:46,2 | 112.    |